# Tegafur
Tegafur este un agent chimioterapic utilizat în tratamentul unor cancere. Este utilizat împreună cu gimeracil, oteracil și cisplatină în tratamentul neoplasmului gastric în stadiu avansat. Calea de administrare disponibilă este cea orală.
Molecula a fost patentată în 1967 și a fost aprobată pentru uz medical în anul 1972.

## Utilizări medicale
Tegafur este utilizat în tratamentul următoarelor forme de cancer:
- cancer gastric, în asociere cu gimeracil și oteracil
- cancer colorectal, în asociere cu gimeracil și oteracil
- cancer mamar, în asociere cu uracil
- cancer hepatic, în asociere cu uracil[14]
- adenocarcinom

## Mecanism de acțiune
Tegafur este un analog de bază pirimidinică, fiind un derivat fluoropirimidinic, și acționează ca antimetabolit. Este metabolizat la 5-fluorouracil (5-FU), care este activat prin fosforilare, la nivel celular, la metabolitul său activ, cu rolul de a inhiba sinteza moleculei de ADN.